# Фокин, Юрий Георгиевич
Юрий Георгиевич Фокин (11 июля 1925, Ленинград — 16 февраля 2018) — советский и российский шахматный композитор; мастер спорта СССР (1984), судья всесоюзной категории (1976), международный арбитр (1998) по шахматной композиции. Председатель комиссии по шахматной композиции Ленинграда (с 1975 по 1988).
Родился в семье военнослужащего. В январе 1943 был призван в пограничные войска. Участник Великой Отечественной войны. Уволен в запас в 1975 в звании подполковника, после чего занялся шахматной журналистикой. Редактор шахматного отдела газеты «Вечерний Ленинград» (теперь «Вечерний Петербург») с 1969 г. Автор ряда статей по вопросам шахматной композиции. С 1946 опубликовал 320 шахматных композиций разных жанров, преимущественно двух- и трёхходовки, задачи на кооперативный мат. На конкурсах удостоен 90 отличий, 45 призов, в том числе 15 первых. Финалист 3 чемпионатов СССР (1971—1984), в том числе 15-го чемпионата (1984) — 6-7-е место (двухходовки).

## Книги
- Леонид Куббель / Владимиров Я. Г., Фокин Ю. Г. — М.: ФиС, 1984. — 384 с.
- Поэзия шахмат : Творчество шахмат. композиторов Санкт-Петербурга / Я. Г. Владимиров, В. А. Разуменко, Ю. Г. Фокин. — СПб. : Лениздат, 1993. — 176 с. : ил.